# Premier Automotive Group
Premier Automotive Group (PAG) skapades av Ford Motor Company 1998 och samlade koncernens premiummärken. Premier Automotive Group upphörde i samband med Fords utförsäljning av samtliga märken utom Lincoln. Huvudkontoret låg i London.

## Märken
- Volvo (såldes 2010)
- Lincoln
- Jaguar och Daimler (såldes 2008 till Tata Motors)
- Land Rover (såldes 2007)
- Aston Martin och Lagonda (såldes 2007)

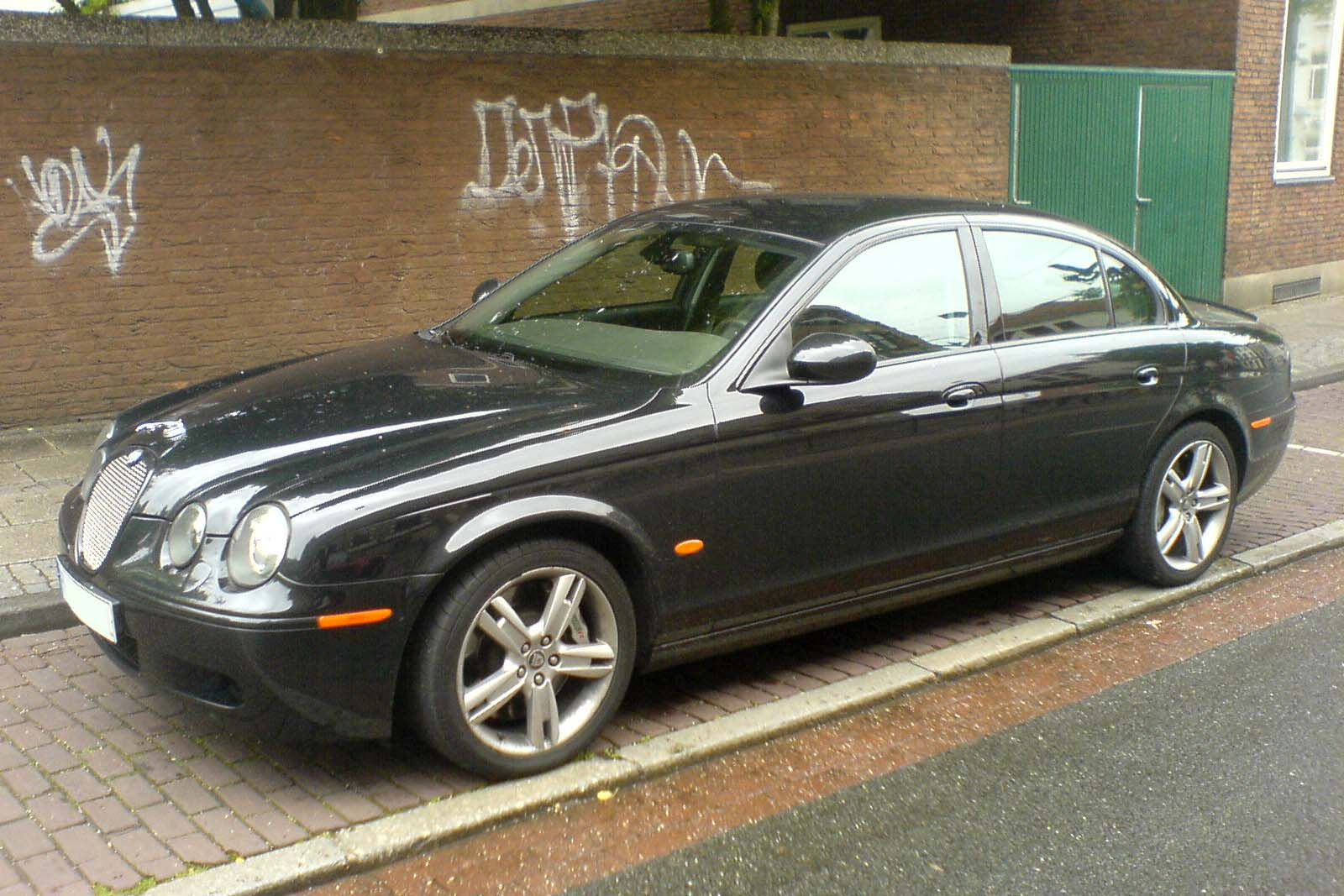
Jaguar S-Type
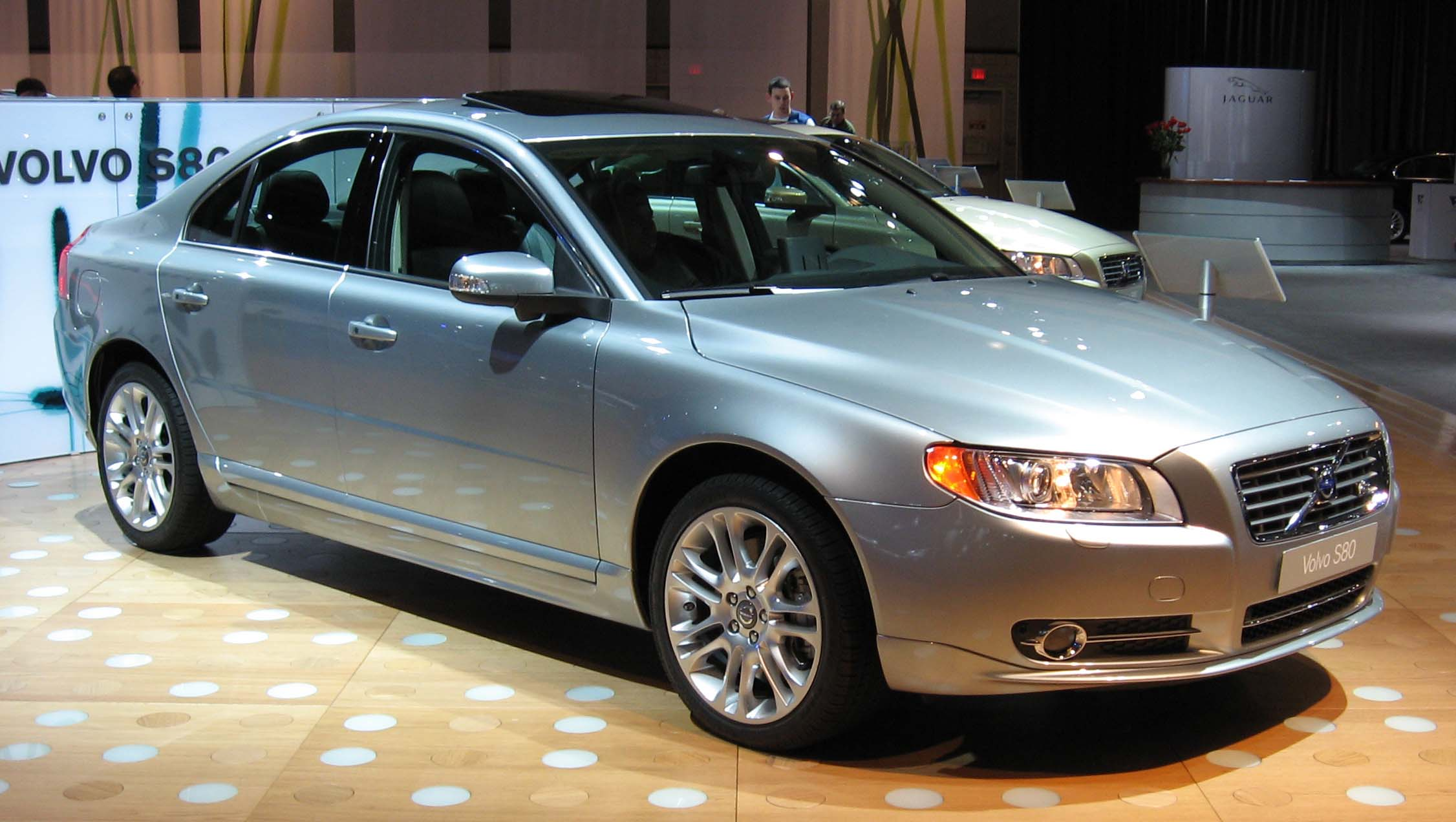
Volvo S80
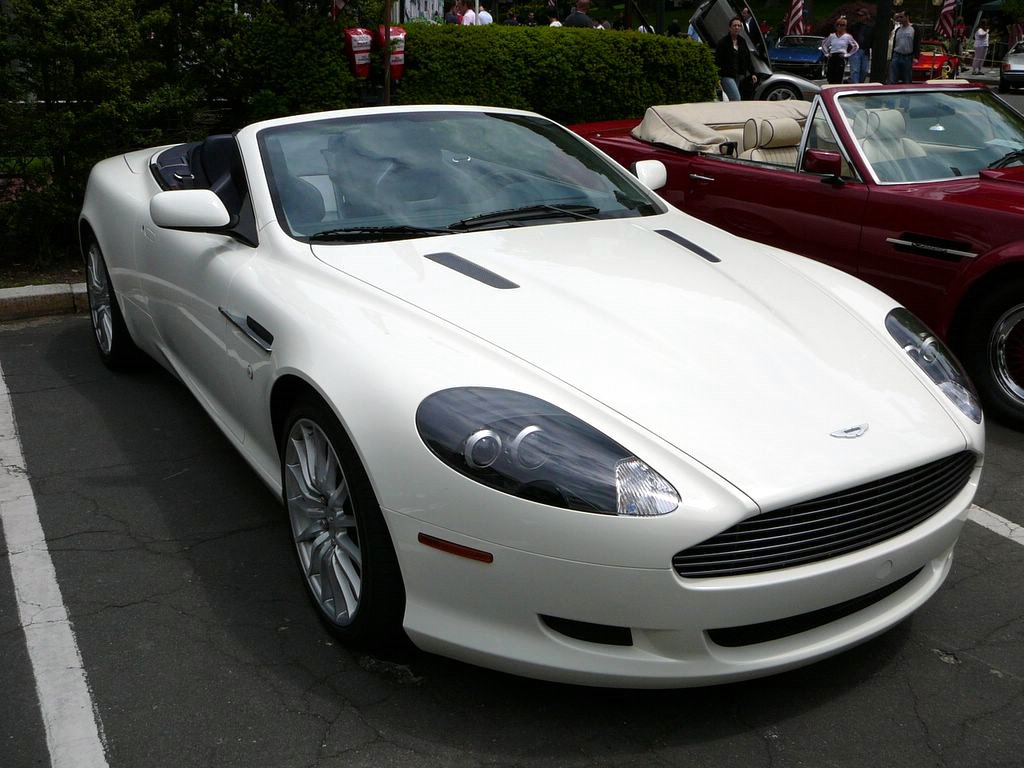
Aston Martin DB9 Volante
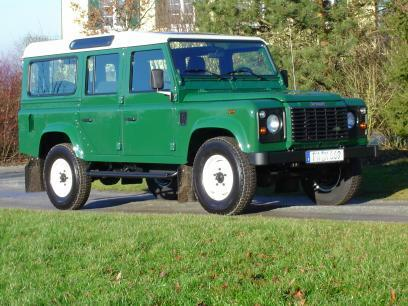
Land Rover Defender 110 CSW